# Nerocila madrasensis
Nerocila madrasensis es una especie de crustáceo isópodo marino del género Nerocila, familia Cymothoidae. Fue descrita científicamente por Ramakrishna & Ramaniah en 1978.

## Distribución
Esta especie se encuentra en la India.